# مارفين ايسور
مارفين ايسور (بالفرنسية: Marvin Esor)‏ (21 يوليو 1989 بباريس في فرنسا - ) هو لاعب كرة قدم فرنسي في مركز الدفاع. شارك مع منتخب فرنسا تحت 20 سنة لكرة القدم ومنتخب مارتينيك لكرة القدم. أما مع النوادي، فقد لعب مع جيروندان بوردو ونادي أرليه أفينيون ونادي شاتورو ونادي كريتيل ونادي كليرمونت 63.

## روابط خارجية
- مارفين ايسور على موقع قاعدة بيانات كرة القدم.إي يو (الإنجليزية)
- مارفين ايسور على موقع ناشيونال فوتبول تيمز (الإنجليزية)
- مارفين ايسور على موقع Soccerway.com (الإنجليزية)